# Оман на летних Олимпийских играх 1984
Оман принимал участие в Летних Олимпийских играх 1984 года в Лос-Анджелесе (США) в первый раз за свою историю, но не завоевал ни одной медали.
Состав оманской сборной: 14 спортсменов, все — мужчины. Самым юным участником был 16-лений бегун Баракат Салим Аль Шархи, самым старшим — 33-летний виндсёрфер Талеб Салем Аль-Маули.
Знаменосцем на церемонии открытия игр был Мухаммед Аль Бусаиди.

## Результаты

### Лёгкая атлетика
- Абдулла Аззан Аль Акбари (عبد الله عزان الأكبري): 3000 метров бег с препятствиями — предпоследнее место
- Абдулла Сулейман Аль-Акбари: бег на 100 метров — результат 10.86, эстафета 4х400 метров, не вышел в финал.
- Баракат Салим Аль Шархи (بركات سليم الشرقي): бег на 800 метров, эстафета 4х400 метров, не вышел в финал.

### Стрельба
- Абдул Латиф Мохамед Аль-Булуши (عبد اللطيف محمد البلوشي): малокалиберная винтовка, три положения, 50 метров — 48 место; пневматическая винтовка 10 метров — 43 место.

### Парусный спорт на летних Олимпийских играх 1984
Парусная доска — виндсёрфер Талеб Салем Аль-Маули (طالب سالم الميولي) набрал 288.6 очков и занял 37, предпоследнее место.